# Girolle

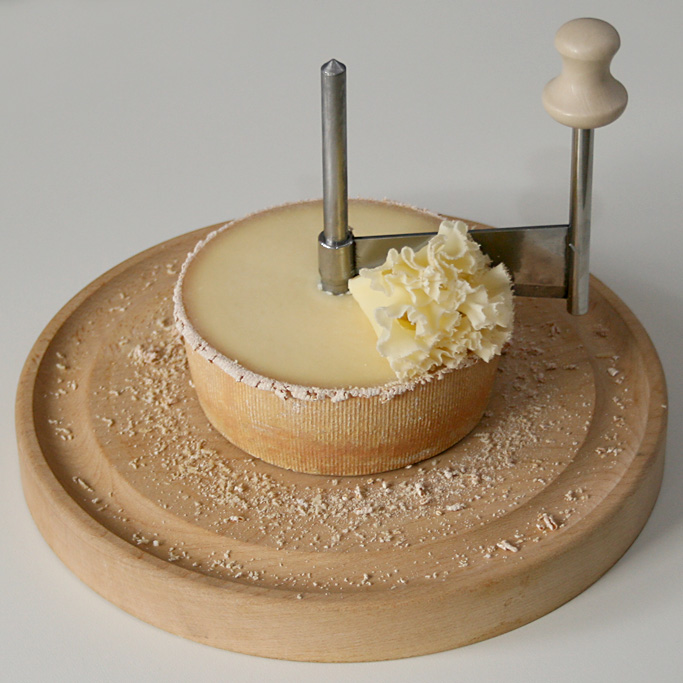
Utensilio para hacer enormes virutas de queso de un Tête de Moine.

El girolle es un utensilio de cocina empleado en la cocina suiza para hacer grandes virutas de queso en forma de flor. Se emplea en especial con el queso suizo Tête de Moine, del que se sacan unas rosettes denominadas girolles. Desde su invención en 1982 por Nicolas Crevoisier, del cantón de Jura, se han comercializado casi 2 millones. Girolle® es una marca registrada.